# قوات الدراويش في بونتلاند
قوات الدراويش في بونتلاند (بالصومالية: Ciidamada Daraawiishta Puntland)‏ هي وحدة عسكرية تابعة للقوات العسكرية في بونتلاند مستقلة عنقوات الأمن في بونتلاند.

## خلفية تاريخية
بعد اندلاع الحرب الأهلية في الصومال عام 1991 عُقد مؤتمر دستوري محلي في مدينة جروي عام 1998 على مدى ثلاثة أشهر، بمشاركة النخبة السياسية في المنطقة وشيوخ العشائر Isimo ورجال الأعمال والمثقفين وممثلي المجتمع المدني، وتمخض عن المؤتمر إنشاء ولاية بونتلاند الصومالية المتمتعة بالحكم الذاتي، لتقديم الخدمات للسكان، وتوفير الأمن، وتسهيل التجارة، والتعامل مع كل من الشركاء المحليين والدوليين.  وشُكّلت قوات الأمن في بونتلاند (PSF) لاحقًا. 
منذ تأسيس ولاية بونتلاند عام 1998 نفذت قوات الدراويش في بونتلاند عمليات عسكرية في الولاية وفي جميع أنحاء الصومال، ويتم تعيين القادة وكبار المسؤولين العسكريين من قبل لجنة مكلفة يوافق عليها مجلس الوزراء. 
لدى أجهزة الأمن في بونتلاند قضاء عسكري مستقل، والذي لا يفصل إلا في الإجراءات العسكرية في أوقات السلم، ويضمن الدستور كذلك للعسكريين المتقاعدين معاشات تقاعدية. 

## المعدات
- أسلحة فردية
  - بندقية
    - AKM (بندقية هجومية - 7.62 × 39 مم)
    - AK-74 (بندقية هجومية - 5.45 × 39 مم)
    - مدفع رشاش PK (مدفع رشاش للأغراض العامة - 7.62 × 54 ملم آر)

  - بندقية قناص
    - إس في دي دراغونوف (بندقية قنص - 7.62 × 54 ملم آر)

  - المتفجرات المضادة للدبابات
    - RPG-7 (قاذفة قنابل صاروخية - 40 مم)
- مركبات
  - دبابة قتال رئيسية
    - T-54 / T-55

  - ناقلة أفراد مصفحة
    - BTR-60
    - فيات 6614

  - شاحنات عسكرية
    - رينو جي بي سي 180 (6 × 6)
    - شاحنة M939 (6 × 6)

  - شاحنات البيك أب
    - تويوتا لاند كروزر J79
    - تويوتا هايلكس
    - نيسان فرونتير
    - شاحنة مدرعة Ford F350
- المدفعية والرشاشات الثقيلة
  - رشاشات ثقيلة
    - 12.7 ملم DShK
    - 12.7 ملم NSV

  - مدفعية ذاتية الدفع
    - عيار 122 ملم BM-21 غراد قاذفة صواريخ متعددة

  - مونة الاسمنت
    - 60 ملم M-224

  - بندقية مضادة للطائرات
    - ZU-23-2